# ショーン・ビーン
ショーン・ビーン（Sean Bean, 1959年4月17日 - ）は、イギリスの俳優。
身長は178cm、瞳の色はグリーン、髪の毛の色はダークブロンド。本名はShaun Mark Bean（ショーン・マーク・ビーン）と、名前のスペルが違う。

## 来歴
イングランド・ヨークシャー州シェフィールドにて生まれる。父親の経営する工場で働いていたが俳優を志すようになり、1980年4月にロンドンの王立演劇学校（RADA）に応募、11,000人の候補者から選ばれた30人に入り奨学金を獲得。1981年の春から王立演劇学校で学び始める。
プロとしてのデビューはアメリカのニューベリーポートにあるウォーターミル劇場で『ロミオとジュリエット』のティボルト役。その後、ウエスト・エンドでロイヤル・シェイクスピア・カンパニーによる舞台に立った。
1984年に『ウィンターフライト』で映画デビュー。1980年代と1990年代には『炎の英雄 シャープ』シリーズや『チャタレイ夫人の恋人』など、イギリスのテレビシリーズで知られるようになる。イギリス映画では文芸作品にも出演しているが、ハリウッド大作では悪役をよく演じている。2014年にアメリカのサイトが発表した「よく死ぬ映画俳優トップ10」で1位に選ばれた。
美声でも知られ、いくつかの朗読作品（オーディオ・ブック）が発売されている。また本国ではテレビ、ラジオで時々ナレーターを務めている。

### 人物
かつては飛行機嫌いであり、できるだけ避けようとしていたが2001年に公開された映画『ロード・オブ・ザ・リング』の撮影中に飛行機恐怖症を克服した。

### 私生活
趣味はガーデニングやスケッチを描くこと。サッカークラブ、シェフィールド・ユナイテッドのサポーターでもある。
特技はピアノとフェンシングであり、フェンシングに関してはイギリスの王立演劇学校在学中には賞を2つ受賞している。
これまでに結婚を5回、離婚を4回している。1981年に幼馴染の女性と結婚するが1988年に離婚。理由はショーンが拠点をロンドンに移したかったのだが、相手がロンドンへ移るのを拒んだことで対立し、2人は離婚することになった。1990年に王立演劇学校で知り合った女優メラニー・ヒルと結婚しローナとモリーの2人の娘が生まれるが1997年に離婚。理由としては「性格の不一致」だと言われており、喧嘩に発展することが多く、別れる時にはかなりの修羅場になった。同年、『炎の英雄 シャープ』シリーズの撮影で出会った女優のアビゲイル・クラッテンデンと再婚し娘のイーヴィが生まれるが、2000年に離婚。理由としては 「価値観や生活スタイルの違い」だと言われており、生活はすれ違いも多く、子供が生まれた直後から既に破局していたため、夫婦仲が悪かった。2008年2月19日、2年間の交際を実らせ19歳年下の女優、ジョージナ・サトクリフとロンドンのメリルボーンの登記所で挙式した。4回目の結婚であった。しかし、2010年に離婚。代理人の発表によると、不和により関係を修復しがたくなったためであるという。2014年に当時29歳だった元ベビーシッターの一般女性と5回目の結婚。2人の挙式は招待客40人ほどの小規模なもので、「アクスノラー・ファーム」という農場で執り行われた。

## 主な出演作

### 映画
| 公開年 | 邦題 原題                                                                                   | 役名                         | 備考             | 日本語吹き替え                                                                       |
| ------ | ------------------------------------------------------------------------------------------- | ---------------------------- | ---------------- | ------------------------------------------------------------------------------------ |
| 1984   | ウインターフライト Winter Flight                                                            |                              |                  |                                                                                      |
| 1986   | カラヴァッジオ Caravaggio                                                                   | ラヌッチオ                   |                  |                                                                                      |
| 1986   | ストーミー・マンディ Stormy Monday                                                          | ブレンダン                   |                  | 山路和弘                                                                             |
| 1989   | ウォー・レクイエム War Requiem                                                              | ドイツ軍兵士                 |                  |                                                                                      |
| 1989   | 広告業界で成功する方法 How to Get Ahead in Advertising                                      | ラリー・フリスク             |                  |                                                                                      |
| 1990   | ザ・フィールド The Field                                                                    | タッド・マッケイブ           |                  |                                                                                      |
| 1992   | フールズ・ゴールド/史上最大の金塊強奪事件 Fool's Gold: The Story of the Brink's-Mat Robbery | ミッキー                     |                  | 大滝進矢（VHS版） 磯部勉（NHK版）                                                    |
| 1992   | パトリオット・ゲーム Patriot Games                                                          | ショーン・ミラー             |                  | 大塚明夫（ソフト版） 金尾哲夫（フジテレビ版） 菅生隆之（テレビ朝日版）               |
| 1994   | ショッピング Shopping                                                                       | ヴェニング                   |                  |                                                                                      |
| 1994   | 黒馬物語 Black Beauty                                                                       | 牧夫グレイ                   |                  | 秋元羊介                                                                             |
| 1995   | 007 ゴールデンアイ GoldenEye                                                                | アレック・トレヴェルヤン     |                  | 小川真司（ソフト版） 磯部勉（テレビ朝日版）                                          |
| 1996   | ドリーム・ゴール When Saturday Comes                                                        | ジミー                       |                  |                                                                                      |
| 1997   | アンナ・カレーニナ Anna Karenina                                                            | アレクセイ・ヴロンスキー伯爵 |                  | 森田順平                                                                             |
| 1998   | AIRBORNE/エアボーン Airborne                                                                | デイヴ                       |                  | 石井康嗣                                                                             |
| 1998   | RONIN Ronin                                                                                 | スペンス                     |                  | 仲野裕（ソフト版） 内田直哉（フジテレビ版） 寺杣昌紀（てらそまさき）（テレビ朝日版） |
| 1999   | ブラヴォー・ツー・ゼロ Bravo Two Zero                                                       | アンディ                     | テレビ映画       |                                                                                      |
| 2001   | サウンド・オブ・サイレンス Don't Say a Word                                                 | パトリック・バリー・コスター |                  | 大塚芳忠（ソフト版） 菅生隆之（テレビ朝日版）                                        |
| 2001   | ロード・オブ・ザ・リング The Lord of the Rings: The Fellowship of the Ring                  | ボロミア                     |                  | 小山力也                                                                             |
| 2002   | トムとトーマス Tom and Thomas                                                               | ポール・シェパード           |                  |                                                                                      |
| 2002   | リベリオン Equilibrium                                                                      | エロール・パートリッジ       |                  | 田中正彦                                                                             |
| 2003   | キング・オブ・ファイヤー Henry VIII                                                         | Robert Aske                  | テレビ映画       |                                                                                      |
| 2003   | ロード・オブ・ザ・リング/王の帰還 The Lord of the Rings: The Return of the King             | ボロミア                     |                  | 小山力也                                                                             |
| 2004   | トロイ Troy                                                                                 | オデュッセウス               |                  | 大塚芳忠（劇場公開版） 磯部勉（テレビ朝日版）                                        |
| 2004   | ナショナル・トレジャー National Treasure                                                    | イアン・ハウ                 |                  | 磯部勉                                                                               |
| 2005   | ザ・ダーク The Dark                                                                         | ジェームズ                   |                  |                                                                                      |
| 2005   | アイランド The Island                                                                       | バーナード・メリック医師     |                  | 大塚芳忠                                                                             |
| 2005   | スタンドアップ North Country                                                                | カイル                       |                  | 横島亘                                                                               |
| 2005   | フライトプラン Flightplan                                                                   | マーカス・リッチ機長         |                  | 磯部勉                                                                               |
| 2006   | サイレントヒル Silent Hill                                                                  | クリストファー・ダ・シルバ   |                  | 山野井仁                                                                             |
| 2007   | ヒッチャー The hitcher                                                                      | ジョン・ライダー             |                  | 大塚芳忠                                                                             |
| 2007   | ザ・ノース 〜北極の宿命〜 Far North                                                         | ロキ                         |                  |                                                                                      |
| 2007   | 必殺処刑人 Outlaw                                                                           | ダニー・ブライアント         |                  | 加藤亮夫                                                                             |
| 2009   | レッド・ライディング I :1974 Red Riding: In the Year of Our Lord 1974                       | ジョン・ドーソン             |                  |                                                                                      |
| 2009   | レッド・ライディング III :1983 Red Riding: In the Year of Our Lord 1983                     | ジョン・ドーソン             |                  |                                                                                      |
| 2010   | ゴッド・オブ・ウォー 導かれし勇者たち Black Death                                           | ウルリク                     |                  |                                                                                      |
| 2010   | パーシー・ジャクソンとオリンポスの神々 Percy Jackson & the Olympians: The Lightning Thief   | ゼウス                       |                  | 玄田哲章                                                                             |
| 2010   | クリス・ヘムズワース CA$H Ca$h                                                              | パイク、リーゼ               |                  |                                                                                      |
| 2010   | ロスト・フューチャー The Lost Future                                                        | アマル                       | テレビ映画       |                                                                                      |
| 2011   | デス・レース2 Death Race 2                                                                  | マーカス                     |                  | 内田直哉                                                                             |
| 2011   | 30アサルト 英国特殊部隊 Age of Heroes                                                       | ジャック・ジョーンズ少佐     |                  |                                                                                      |
| 2012   | クリーンスキン 許されざる敵 Cleanskin                                                       | ユアン                       |                  | 野坂尚也                                                                             |
| 2012   | ソルジャーズ・アイランド Soldiers of Fortune                                                | ディミドフ                   |                  |                                                                                      |
| 2012   | 白雪姫と鏡の女王 Mirror Mirror                                                              | 王                           |                  | 金子由之                                                                             |
| 2012   | サイレントヒル: リベレーション3D Silent Hill: Revelation 3D                                 | ハリー・メイソン             |                  | 山野井仁                                                                             |
| 2014   | エンジェル 哀しき復讐者 Wicked Blood                                                        | フランク                     | オリジナルビデオ |                                                                                      |
| 2014   | ジュピター Jupiter Ascending                                                                | スティンガー・アピニ         |                  | てらそままさき                                                                       |
| 2015   | 雪の女王 新たなる旅立ち The Snow Queen: Magic of the Ice Mirror                             | アログ                       | 声の出演         |                                                                                      |
| 2015   | ピクセル Pixels                                                                             | ヒル伍長                     |                  | 田中正彦                                                                             |
| 2015   | オデッセイ The Martian                                                                      | ミッチ・ヘンダーソン         |                  | 磯部勉                                                                               |
| 2016   | ヤング・メサイア The Young Messiah                                                          | セウェルス                   |                  |                                                                                      |
| 2017   | ドローン・オブ・クライム Drone                                                              | ニール                       |                  |                                                                                      |
| 2017   | ダークリバー Dard River                                                                     | リチャード・ベル             |                  |                                                                                      |
| 2020   | ポゼッサー Possessor                                                                        | ジョン・パース               |                  |                                                                                      |
| 2020   | ウルフウォーカー Wolfwalkers                                                                | ビル                         | 声の出演         | 井浦新                                                                               |
| 2023   | 聖闘士星矢 The Beginning Knights of the Zodiac                                              | アルマン・キド               |                  | 磯部勉                                                                               |
| 2025   | ディープ･カバー 〜即興潜入捜査〜 Deep Cover                                                 | 潜入捜査官                   |                  | 山野井仁                                                                             |

### テレビシリーズ
| 放映年    | 邦題 原題                                                     | 役名                    | 備考                       | 日本語吹き替え                            |
| --------- | ------------------------------------------------------------- | ----------------------- | -------------------------- | ----------------------------------------- |
| 1988      | ジム・ヘンソンのストーリーテラー Jim Henson's The Storyteller | 王子                    | エピソード 本当の花嫁      | 堀内賢雄                                  |
| 1993      | チャタレイ夫人の恋人 Lady Chatterley                          | オリバー・メラーズ      |                            |                                           |
| 1993-2007 | 炎の英雄 シャープ Sharpe's Rifles                             | リチャード・シャープ    | 主演                       | てらそままさき                            |
| 1994      | スカーレット/続・風と共に去りぬ Scarlett                      | リチャード・フェントン  | ミニシリーズ               |                                           |
| 1999      | 危険な逃亡者 Extremely Dangerous                              | ニール                  | 計4話出演                  |                                           |
| 2008-2010 | クルーソー Crusoe                                             | ジェームズ・クルーソー  | 計5話出演                  |                                           |
| 2011      | ゲーム・オブ・スローンズ Game of Thrones                      | エダード・スターク      | 計11話出演                 | 手塚秀彰                                  |
| 2012      | ミッシング Missing                                            | ポール・ウィンストン    | 計8話出演                  | 磯部勉                                    |
| 2015-2017 | フランケンシュタイン・クロニクル The Frankenstein Chronicles  | ジョン・マーロット警部  | 計12話出演 兼製作          |                                           |
| 2016      | ローマ帝国: 血塗られた統治 Roman Empire: Reign of Blood       | ナレーター              | ドキュメンタリー 計6話出演 |                                           |
| 2017      | ブロークン Broken                                             | 司祭 マイケル・ケリガン | 計6話出演                  |                                           |
| 2018      | ギャングポリス 〜裏社会の誓い〜 The Oath                      | トム・ハモンド          | 計10話出演                 |                                           |
| 2018      | メディチ Medici                                               |                         | 計8話出演                  |                                           |
| 2020-2021 | スノーピアサー Snowpiercer                                    | ウィルフォード氏        | 計11話出演                 | 藤原満（シーズン1） 手塚秀彰（シーズン2） |

## 日本語吹き替え
『消えた金塊〜ブリンクス・マット強奪事件』（NHK版）以降、磯部勉が最も多く担当している。
また、『キングスグレイブ ファイナルファンタジーXV』では原語版で磯部が演じたレギス・ルシス・チェラム役を英語吹き替え版ではビーンが演じている。なお、両者は2023年に『聖闘士星矢 The Beginning』のジャパンプレミアで対面を果たしている。
磯部以外にも、代表作である『ロード・オブ・ザ・リング』シリーズのボロミア役は小山力也、『サイレントヒル』シリーズは山野井仁がそれぞれ担当した。
このほか、大塚芳忠、てらそままさき、菅生隆之、田中正彦、内田直哉、手塚秀彰なども複数回、声を当てている。

## 参照
1. 1 2  “Sean Bean Biography”.   Tiscali. pp. 1. 2006年9月14日閲覧。
2. ↑  Trowbridge, Simon. The Company: A Biographical Dictionary of the Royal Shakespeare Company, Oxford: Editions Albert Creed (2010) ISBN 978-0-9559830-2-3
3. ↑  The Company: A Biographical Dictionary of the RSC: Supplementary Material
4. ↑  米サイト選出「よく死ぬ映画俳優トップ10」
5. ↑  Black, Mary (2005年8月8日). “The Thinking Woman's Bit of Rough” (reprint). Ms London Magazine 2006年9月14日閲覧。
6. ↑  “Sean Bean Profile”.   UKTV Interactive Limited. 2011年6月14日閲覧。
7. ↑  “Biography for Sean Bean”. IMDb. 2012年9月30日閲覧。
8. ↑  “'LOTR' star divorces for a fourth time”. Canoe Inc. (2010年12月22日) 2011年4月13日閲覧。
9. ↑   https://celeby-media.net/I0003372/&page=1
10. 1 2  “『聖闘士星矢 The Beginning』 日本版吹替え声優解禁！！”. 東映オフィシャルサイト. 2023年7月10日閲覧。
11. ↑  “007 TV吹替初収録 特別版DVDシリーズ | TV吹替コラム”. 007fukikae.com. 2023年7月10日閲覧。
12. ↑  “Staff&Cast”. KINGSGLAIVE FINAL FANTASY XV.   Aniplex. 2017年8月28日閲覧。
13. ↑  “映画『聖闘士星矢 The Beginning』公式さんはTwitterを使っています: 「『#聖闘士星矢TheBeginning』 ジャパンプレミアの想い出🖼️ ･･････････････････････････････ 豪華ゲスト陣が登壇したジャパンプレミアの舞台裏を激写📸 ①#ショーン・ビーン × #磯部勉 さん アルマン2人のツーショット🔥 ビシッとスーツを着こなした素敵なショット⚡️」 / Twitter”. Twitter. 2023年4月19日閲覧。